# Штучна сльоза
Штучні сльози — змащувальні очні краплі, які застосовуються для лікування сухості і подразнення, пов'язаних з дефіцитом вироблення сліз при сухому кератокон'юнктивіті (синдромі сухого ока), а також в рамках сльозозамінної терапії після стихання гострих запальних явищ.
Вони також використовуються для зволоження контактних лінз і при очних оглядах.
Штучні сльози відносяться до безрецептурних лікарських засобів. При синдромі сухого ока від середнього до тяжкого ступеня штучні сльози доповнюють іншими препаратами. 

## Види
Класифікація препаратів штучної сльози за складом:
- Похідні целюлози;
- Препарати, що містять гіалуронову кислоту;
- Препарати на основі карбомерів або полівінілового спирту;
- Препарати з декількома зволожувачами різної дії